# 2010年8月

## 8月1日
- 中國在西昌衛星發射中心用長征三號甲運載火箭，將北斗導航衛星成功送入太空預定軌道。新浪[永久]
- 已获108个国家签署的《集束弹药公约》正式生效，该条约禁止签约国使用、制造或者转让集束炸弹。新华网（页面存档备份，存于）
- 中国广东省广州市部分民众于下午14时起先后在人民公园和北京路等地召开集会以“保护粤语”。当地警方将抗議人员带离现场审查处理。广州日报（页面存档备份，存于）
- 《东方早报》称中国山东省济南市昨日到今天的酷热造成至少21人死亡，热死者多为户外作业的工人。南方网（页面存档备份，存于）
- 8月—愛丁堡愛丁堡國際藝術節。[來源請求]
- 8月—倫敦諾丁丘嘉年華會。[來源請求]
- 桃園縣楊梅鎮改制成縣轄市

## 8月2日
- 中国军事科学院证实毛泽东的孙子毛新宇成为中国最年轻的少将。人民网
- 中国广东省广州市公安局称参加1日在越秀区“保护粤语”非法集会的大部人员系听信谣言、不够理智，还通报行政拘留3名参加此次集会的广州人，其余集会人员经“教育”后释放。新华网
- 中国河南省郑煤集团资源整合矿井三元东煤矿发生煤与瓦斯突出事故，目前已知造成9人死亡，7人仍在井下。新华社图（页面存档备份，存于）
- 正在巴西首都巴西利亚举行的第34届世界遗产大会结束了对世界遗产和世界濒危遗产的提名审议。大会批准新增世界遗产21处，包括巴西圣克里斯托旺的圣弗朗西斯科广场、印度斋浦尔的简塔·曼塔尔古天文台、马绍尔群岛比基尼环礁核试验场旧址、中国登封“天地之中”历史建筑群等15处文化遗产，中国丹霞、斯里兰卡中部高地等5处自然遗产，以及自然与文化双遗产夏威夷帕帕哈瑙莫夸基亚国家海洋保护区。新华网1（页面存档备份，存于） 新华网2 Archive.today的存檔，存档日期2013-04-28

## 8月3日
- 中国贵州省仁怀市长岗镇明阳煤矿发生一起煤与瓦斯突出事故，目前已发现15名遇难人员遗体，17人受伤，其中2人伤势较重。目前仍有1名下井矿工未被发现，还有1名矿工后来被认定为没有下井。新华网
- 中国江西省萍乡市上栗县交警大队清溪中队遭纵火，目前已经造成1死1伤。中新网

## 8月4日
- 伊朗总统内贾德的车队遭炸弹袭击，数人受伤，内贾德幸免于难。中新网
- 太阳在8月1日连续发生4次强烈的日冕物质抛射所产生的等离子体已开始掠过地球。网易新华网 Archive.today的存檔，存档日期2013-04-28
- 肯尼亞舉行新憲法公投。BBC中文網（页面存档备份，存于）

## 8月5日
- 国有企业中国通信建设总公原总经理助理董跃进日前（具体日期不详）受审，涉嫌挪用公款5.8亿元人民币等，曾嫖娼被抓但无碍升官。法制日报（页面存档备份，存于）
- 中国湖北省武汉市3名居住在不同区县的女婴在食用某品牌配方奶粉后出现性早熟，外阴充血，乳房开始发育。一名4月大女婴雌二醇激素水平为成年女性的参考最低值的2倍有余。与三鹿奶粉污染事件类似，有关部门皆拒绝了检测奶粉的申请。健康时报（仅凤凰网首页刊登）（页面存档备份，存于）
- 截止本日，中国除此前报道的湖北省武汉市的案例外，记者还接到读者反映称江西省奉新县10个月女婴、山东省临沂市8个月女婴出现性早熟症状，另有广东省湛江市3个月男婴雌激素检测超标，家长均称孩子自出生就喝圣元奶粉。另外，家长申请奶粉检测遭到质检机构的拒绝。中新网（8月8日）（页面存档备份，存于）
- 美国参议院投票通过总统贝拉克·奥巴马对埃琳娜·卡根担任最高法院大法官的提名，她将成为美国历史上第四位女性最高法院大法官。新华网 Archive.today的存檔，存档日期2013-04-28
- 格陵兰岛现存两大冰川之一的彼得曼冰川分裂出一个面积约为260平方公里的巨型浮冰岛。这是北极地区近50年来发生的最大冰川分裂事件。新华网（页面存档备份，存于）
- 俄罗斯境内由于高温干旱天气引发的森林大火自7月底起总过火面积已达19.6万公顷，导致至少50人死亡。新华网（页面存档备份，存于）

## 8月6日
- 中国山东省招远市一金矿下午5时许发生一起电缆起火事故，截至7日12时42分，井下329名作业人员全部升井，其中16人死亡。新华网
- 正在中国吉林省桦甸洪水灾区采访的新华社《瞭望东方周刊》记者王立三和南方报业《南方周末》记者朝格图被10余警察从饭店带走扣留。遭扣留记者称，在派出所内他们遭到警察辱骂，记者证、介绍信被搜走，手机短信被翻查，采访设备里的照片和录音被强行删除。新京报（页面存档备份，存于） 新华报业（页面存档备份，存于）
- 中国洛湛铁路广东省茂名市荷榭至合水路段，一新修在建铁路桥墩发生坍塌事故，造成至少一人死亡，也有消息称，坍塌事故共造成十多名工人伤亡。南方网
- 巴基斯坦连日来遭遇自1929年以来最严重的水灾，造成至少1600人死亡，1200万人受影响。新华网 Archive.today的存檔，存档日期2013-04-28
- 中国广西河池市东兰县一9年前被判死刑（后改“死缓”）的“杀人犯”王子发在真凶自首3年后，于本日“取保候审”重获自由。南方都市报（页面存档备份，存于）

## 8月8日
- 中国甘肃省甘南藏族自治州舟曲县因强降雨引发泥石流，堵塞白龙江形成堰塞湖，造成至少1248人死亡，496人失踪。本次灾害，在十多年前（1997年）即有国内的专家公开提出过警告。
- 韩国海洋警察厅8日表示，一艘名为“55大胜”号的韩国渔船在朝鲜东部海域失去联系，船上有3名中国人和4名韩国人。韩方稍后声明称，渔船被朝鲜方面扣留。中新网[永久]
- 105名中国工人被骗至利比亚做黑工，生活条件恶劣，劳动合同被收，无法回国。当地中国使馆有关部门对记者表示已经将问题报告给外交部领事保护中心，而外交部领事保护中心称这种情况应找商务部或者当地中国使馆。但商务部合作司又表示应该去找外交部或者劳动部门。工人称他们联系了商务部、广西省劳动部门、仲裁部门甚至是110报警中心，但是这些部门均表示问题不在自己的职能范围之内。环球网（页面存档备份，存于）

## 8月9日
- 朝鲜向朝鲜半岛西部海域（黄海）的“北方界线”附近海域发射了将近100发炮弹。 新华网快讯[永久]
- 著名物理学家史蒂芬·霍金在接受采访时称人类自私贪婪将让地球在200年内毁灭，应尽早移民外星。国际在线
- 据其家长反映，中国北京市一位一岁大的女婴被诊断为性早熟，该女婴自断奶就饮用圣元奶粉，已半月。京华时报
- 中国国家知识产权局188名公务员集体申请限价房，公示显示有公务员年家庭收入仅为人民币11元1角。广州日报（页面存档备份，存于）
- 中国贵州省六盤水市盘县一煤矿8月9日发生一起“完全可避免”的煤与瓦斯突出事故，且被瞒报。事后认为该事故造成了3人死亡。贵阳商报（21日）

## 8月10日
- 日本首相菅直人就1910年吞併朝鮮道歉，並表示將盡快歸還目前藏於宮內廳的《朝鮮王室儀軌》予南韓。日本經濟新聞（页面存档备份，存于）
- 一架小型飞机在美国阿拉斯加州坠毁，至少造成5名乘客死亡。前美国参议员泰德·史蒂文斯遇难，同机的欧洲航空防务与航天公司北美首席执行官肖恩·奥基夫（原美国宇航局局长）幸免于难。BBC中文网
- 世界卫生组织宣布，H1N1甲型流感大流行已结束，解除了该组织在2009年6月11日发出的第六级流感大流行警告。中新网（页面存档备份，存于）
- 中国吉林省通化市宏远煤矿发生淹井事故，初步了解有10多人被困井下。网易
- 哥伦比亚新上任总统胡安·曼努埃尔·桑托斯在圣玛尔塔与到访的委内瑞拉总统乌戈·查韦斯会谈后，宣布恢复两国外交关系。新华网

## 8月11日
- 卢旺达现任总统保罗·卡加梅在9日举行的总统选举中获胜，将连任卢旺达总统。德国之声（页面存档备份，存于）
- 中国多个省市再发现有婴儿食用圣元奶粉（奶源为恒天然集团）或者圣元米粉后，出现性早熟。中国卫生部称不能断定性早熟与特定食物有关，并避谈“圣元”。凤凰网（页面存档备份，存于） 深圳电视台（页面存档备份，存于） 人民网（页面存档备份，存于）

## 8月12日
- 中国广东省广州市天河区当局组织的在12日夜晚对冼村的“清拆”遭阻挠，13人被刑事拘留。警方表示，广州是一座“法治”城市。广州日报
- 中国山东省淄博市山东斯丹克陶瓷厂发生煤气爆炸，死亡3人。陶瓷信息（页面存档备份，存于） 但据目击者所说，死亡人数一为7人（页面存档备份，存于），一为13人。

## 8月13日
- 中国内蒙古呼和浩特铁路局14日称，经有关部门调查核实，13日上午9时发生的包头至满都拉铁路施工现场石砟车脱轨翻车事故共造成11人死亡，3人受伤。新华网/腾讯（页面存档备份，存于）
- 中国四川省汶川县的映秀镇等乡镇发生多处泥石流，道路、医院被泥石流冲毁，伤亡不详。中新网/腾讯（页面存档备份，存于）
- 中国甘肃省陇南市暴雨已致40人死亡，1.1万余人被困。中广网/网易
- 中国内地数百人持中华人民共和国护照所办理的假柬埔寨签证（仅持中国护照不能进入中国澳门）企图通过澳门海关被扣。羊城晚报
- 中国农业银行在上海证券交易所的首次公开发行募资额达685.29亿元人民币，加上此前在香港交易所的募资额达921.15亿港元，总额达到221亿美元，成为全球规模最大的首次公开发行。新华网（页面存档备份，存于）
- 英國表示正計劃對國防部實行改革，將預算減少10%到20%，減少高級軍官和文官的數量。BBC中文網（页面存档备份，存于）

## 8月14日
- 第一届夏季青年奥林匹克运动会在新加坡滨海湾浮动舞台开幕，来自204个国家和地区奥林匹克委员会的约3600名青年运动员参加。新华网 Archive.today的存檔，存档日期2013-04-28

## 8月15日
- 玻利維亞發生森林火災。
- 中國江蘇省南京市舉行了紀念抗戰勝利65週年和祭奠南京大屠殺遇難同胞和平集會。BBC中文網（页面存档备份，存于）
- 德国选手马丁·凯梅尔在美国威斯康辛州呼啸峡球场举行的第92届PGA锦标赛中获得冠军。新华网 Archive.today的存檔，存档日期2013-04-28
- 中国全国哀悼一天，悼念在舟曲泥石流中的遇难者。凤凰网（页面存档备份，存于）

## 8月16日
- 紀念光復65周年南韓總統李明博發表慶祝光復談話，呼籲「3階段統一」。中央廣播電台
- 馬拉威麻疹疫情，今年已奪197人命，創下過去10年來的新高紀錄，死者大多是小孩。聯合報
- 9时40分许，中国黑龙江省伊春市乌马河区一家烟花爆竹厂发生爆炸，不知有多少人在岗工作，20多公里外的市区有震感。报道称附近一交警队部分大楼倒塌，有警员从废墟中爬出维持秩序。已知造成13人死亡，148人受伤。鞭炮厂仍然在“轻微”爆炸，现场暂无法进入。东北网（14时）/中国雅虎 哈尔滨新闻网/腾讯（页面存档备份，存于） 新华网/腾讯（页面存档备份，存于） 东北网/腾讯（页面存档备份，存于）
- 六輕抗議持續，數千名雲林縣鄉民與台塑談判破裂，以鬼月路祭名義將六輕三條對外聯絡道路封住。中國時報
- 值此南部非洲发展共同体成立30周年之际，南非发展共同体的15个成员国的国家元首和政府首脑在纳米比亚首都温得和克召开峰会。德国之声中文网（页面存档备份，存于）
- 哥伦比亚一架客机在接近机场跑道时遭雷击坠落，造成1人死亡，114人受伤。新华网（页面存档备份，存于）
- 日本政府公布第二季度国内生产总值为1.29万亿美元，低于中国的1.34万亿美元，中国超越日本成为世界第二大经济体。新华网（页面存档备份，存于）

## 8月17日
- 連跳過後，富士康招聘不考英數考心測，河南省鄭州廠釋出600職缺，上萬求職者排隊逾1公里長。奇摩[]
- 民國111年，台灣人口提前零成長，經建會最新推估，一一二年開始轉為負成長。總生育率持續下降，去年為一.○三人，僅次於德國，成為全球第二低。中國時報
- 美國國務院今天表示，釣魚台列嶼（尖閣群島）仍在日本行政管轄之下，1960年的「美日安保條約」效力及於日本管轄之下的領土，因此安保條約仍及於釣魚台列嶼，但也強調主張擁有釣魚台列嶼的各方，應該以和平的方式解決爭端。中國時報
- 巴基斯坦爆發史上最慘重水患，奪走上千人性命，造成逾1百萬英畝的甘蔗、棉花及稻米耕地慘遭沖毀，農業損失估計達2,500億巴基斯坦盧比（29億美元），國際棉花、小麥及糖價格紛紛勁揚。中國時報[永久]

## 8月18日
- 巴格達自殺炸彈攻擊 61人喪生。目擊者指出，炸彈客混進隊伍，走到一名正向申請者收身分證件的軍官身旁時引爆炸彈，自己被炸成兩半。聯合報
- 中国云南省怒江傈僳族自治州贡山独龙族怒族自治县普拉底乡在一个月内，第二次爆发泥石流，本次已知死亡人数上升至2人，已知失踪人数上升至90人。四川新闻网-成都晚报/新浪（页面存档备份，存于）
- 最后一批驻伊美军战斗部队已跨越伊拉克与科威特的边境，美国完成了在8月31日前从伊拉克撤出战斗部队的计划，标志着伊拉克战争的正式结束。新华网（页面存档备份，存于） 德国之声（页面存档备份，存于）

## 8月19日
- 越南数学家吴宝珠、法国数学家塞德里克·维拉尼、以色列数学家埃隆·林登施特劳斯和俄罗斯数学家斯坦尼斯拉夫·斯米尔诺夫在印度海得拉巴举行的2010年国际数学家大会中获得菲尔兹奖。南方网（页面存档备份，存于）
- 中国新疆维吾尔族自治区阿克苏市发生一起爆炸袭击事件，导致至少7人死亡14人受伤。新华网（页面存档备份，存于）

## 8月21日
- 《中国煤炭报》报社网站刊登标注来源为“中广网”的稿件称，中国河南省平顶山市湛河区凤凰岭煤矿在2010年1月21日发生的一起事故造成3人死亡，多人受伤，该事故至今瞒报。中广网/中国煤炭报中国煤炭网
- 中国天津市、山西省、河北省等多地再查出百余吨含三聚氰胺的奶粉，奶源为2008年中国奶粉污染事件中未销毁的奶粉。此事21日被《新京报》报道。新京报（页面存档备份，存于）
- 2010年澳大利亞聯邦大選，澳大利亞綠黨首次取得下議院議席。由於兩大政黨無法取得過半數的76席，將出現第二次世界大戰以來首次懸峙國會。澳洲人報（页面存档备份，存于）澳洲廣播公司（页面存档备份，存于）
- 中国新疆哈密一煤矿发生瓦斯爆炸事故致2人死亡23人受伤（其中3人重伤）1人失踪。中国广播网/新浪（页面存档备份，存于）

## 8月22日
- 中国深圳新闻网报道称，山东省烟台市的莱阳市（县级）中共市委宣传部、警方曾令北京市千龙网删除批评当地企业的负面报道，并且违背承诺对千龙网一名记者进行调查，同时要求正在家乡休假“潜伏”的该报道作者阿良终止休假立即赶回北京市接受山东省莱阳市警方询问，否则警方将驱车千里追踪调查。山东省莱阳市警方拒绝告知该报道作者，调查他的原因。深圳新闻网/网易
- 中国安徽省宿州市泗县政府曾经在没有得到上级文物主管部门批准的情况下，决定并将已有近千年历史的释迦寺所在地块拍卖给了当地一家房地产开发公司开发，导致这座千年古寺在去年5月被强拆。经过媒体报道后，泗县政府决定，开发商需“纠正违法行为”并“履行应尽义务”经批准后再继续施工，县府还对开发商罚款40万元。中国广播网/腾讯（页面存档备份，存于）

## 8月23日
- 香港康泰旅行社旅行大巴在菲律宾马尼拉遭劫持，事件造成8人死亡多人受伤。香港電台[永久]新華社（页面存档备份，存于）香港電台2[永久]新华网（页面存档备份，存于）腾讯网（页面存档备份，存于）新华网（页面存档备份，存于）
- 《中华人民共和国全国人民代表大会和地方各级人民代表大会代表法修正案(草案)》首次提请全国人大常委会审议，这是该法1992年施行以来的首次修改。《草案》明确规定，代表不得设个人工作室，同时还建议增加规定，代表不脱离各自生产和工作岗位。两个月以前，基层代表李国喜在全国率先成立了专职人大代表工作室。此事件被称为“民主宪政探索的一种有益尝试”而受到广泛关注，李的尝试于8月31日之前被叫停。第一财经日报 大河网/凤凰（页面存档备份，存于）
- 荷蘭阿姆斯特丹的「安妮·法蘭克之樹」遭強風吹倒，樹齡150歲。[1][2]

## 8月24日
- 中国河南航空一架E190飞机，于黑龙江伊春林都机场着陆时失事，造成44死52傷。蘋果日報（页面存档备份，存于）新华网（页面存档备份，存于）
- 中国江苏省南京市当局称尚未查明近段时间已知的19名市民患上“横纹肌溶解症”（目前仍有6人住院）与食用“小龙虾”之间的联系，亦不清楚小龙虾是否被草酸、洗虾粉污染。中国广播网/网易
- 天文学家宣布在水蛇座发现一颗距离地球127光年、拥有至少五颗行星的类太阳恒星HD 10180。中新网（页面存档备份，存于）
- 堵车已9天，中国京藏高速长达100多公里的被堵车龙从北京市绵延至内蒙古自治区，形成世界上最大规模的堵车。新京报/凤凰（页面存档备份，存于）

## 8月25日
- 中国湖南省发现特大32万吨钨、锡矿，湖南有色集團恐无缘分羹。每日经济新闻（页面存档备份，存于）
- 一家国际环保组织（具体名称不详）发表的调查报告显示，在取自中国长江上、中、下游不同城市的鲤鱼和鲶鱼体内，均测出了被称为“环境激素”的壬基酚和辛基酚，这两种物质可导致雌性性早熟等性发育和生殖系统问题。安徽大学孙庆业教授表示，与发达国家不同，那些污染物中国尚未监测。现代快报 中国广播网/腾讯（页面存档备份，存于）

## 8月26日
- 兩岸動用3268名警力同步掃蕩詐騙集團並瓦解分布在越南、中國、台灣的4大集團共114個據點，首腦均落網；警方表示，此次查緝行動所動員警力與查獲嫌犯人數，都是兩岸歷年最多、最大規模的打擊詐騙案件行動。自由時報
- 8月14日至8月26日—首届青年奥林匹克运动会在新加坡举行。[來源請求]

## 8月27日
- 中国黑龙江省漠河县人民政府为县领导将经济舱免费升级成头等舱的特别申请函被网民公布。按照规定，县干部出现不得乘坐头等舱。截止31日，漠河政府与航空公司均无回应。四川在线（31日）

## 8月28日
- 中国辽宁省沈阳市铁西区万达商业广场售楼处发生火灾。目前已知致9人死亡9人受伤。中新社 新华网/网易
- 第三次中日经济高层对话在北京人民大会堂举行，双方签署7项合作文件。新华网 BBC中文网（页面存档备份，存于）

## 8月29日
- 中国工商联公布“2010中国民营企业500家”榜单，500强的入围门槛提高到36.6亿元。媒体发现，中国民企500强净利和，不敌国有央企2巨头。新华网/网易
- 中国湖南省金浩茶油检测出致癌物苯并芘严重超标，省质监局通报湖南省官媒称抽检合格（样品由金浩送检）。媒体质疑金浩送来的样品与被查出问题的产品不符，并称质检总局和湖南省质监局在2010年3月即获悉有关情况，而经销商和消费者浑然不知。新世纪-财新网/凤凰网（页面存档备份，存于）
- 位于印度尼西亚苏门答腊岛的锡纳朋火山出现1600年以来的首次喷发，导致至少2人死亡，1.8万人紧急疏散。联合早报（页面存档备份，存于）
- 《广告狂人》和《摩登家庭》分别获得第62届艾美奖剧情类和喜剧类最佳剧集奖。南方网

## 8月30日
- 左右手爆獻金醜聞 日相菅直人選情雪上加霜，日本內閣官房長官、民主黨派系大老仙谷由人，疑似挪用三百二十萬圓（約台幣一百二十萬元）政治獻金，支付其子開設的法律事務所租金。自由時報
- 成千上萬名香港民眾二十九日走上街頭，哀悼上週不幸在菲律賓巴士挾持案中喪生的八位同胞，並譴責菲國政府營救人質不力、要求菲國徹查事件真相。自由時報
- 印度北方邦卫生官员28日说，当地7月暴发日本脑炎以来，已215人死亡，死亡率达20%，其中多数为儿童，死亡人数可能会大幅上升。重庆晚报

## 8月31日
- 美国总统贝拉克·奥巴马正式宣布驻伊拉克美军作战部队完成撤离，美军自2003年3月发动伊拉克战争以来代号为“伊拉克自由行动”作战任务结束，开始了代号为“新黎明行动”的军事任务。新华网（页面存档备份，存于）